# Sadie Gibbs
Sadie Gibbs (Kent, 30 marzo 1992) è una wrestler inglese.
È stata sotto contratto con la All Elite Wrestling (AEW) fra il 2019 e 2020.

## Nel wrestling

### Circuiti indipendenti (2017-2019)
Sadie Gibbs fa il suo debutto nel mondo professionale del wrestling il 3 dicembre 2017, perdendo un match contro Jetta. Il 3 febbraio 2019, durante l'evento DWA Wrestling Legendshow, la Gibbs ha conquistato il vacante DWA Ladies Championship, vincendo il primo titolo della carriera, battendo ODB.
Il 2 gennaio 2019, la Gibbs ha fatto il suo debutto per la World Wonder Ring Stardom, facendo coppia con Mari Apache, perdendo contro le J.A.N. (Jungle Kyona & Ruaka). Lo stesso giorno, lotta nuovamente con Mary Apache e Natsumi, vincendo questa volta contro Hanan, Hina e Rina. Il 5 gennaio, la Gibbs lotta contro Jamie Hayter terminato dopo i 10-minute time limit draw. Il 19 gennaio, la Gibbs fa la sua ultima apparizione per la Stardom, facendo coppia con Bobbi Tyler e Hana Kimura, dove riescono a battere le STARS (Mayu Iwatani, Starlight Kid e Tam Nakano).

### All Elite Wrestling (2019-2020)
Durante i primi mesi del 2019, viene annunciato che Sadie Gibbs è vicina a firmare un contratto con la All Elite Wrestling (AEW). Il 25 maggio, durante il pre-show di Double or Nothing, vengono mandati in onda i promo della Gibbs, confermando la sua definitiva firma con la compagnia. Il 31 agosto, ad All Out, Sadie Gibbs fa il suo debutto ufficiale per la All Elite Wrestling prendendo parte ad una 21-Women Casino Battle Royale, vinta da Nyla Rose. Nella puntata di AEW Dark del 29 ottobre, Sadie fa la sua prima apparizione televisiva in uno show settimanale prendendo parte ad un Fatal 4-Way match che include anche Allie, Emi Sakura e Penelope Ford, dove a vincere è la Sakura che effettua lo schienamento vincente sulla Ford. Nella puntata di AEW Dark del 5 novembre, Sadie fa coppia con Allie, ottenendo la sua prima vittoria battendo Big Swole e Mercedes Martinez, stabilendosi così come face. Nella puntata di AEW Dynamite del 18 dicembre, Sadie rincorre Kris Statlander dopo che ha subito un attacco dalla leader delle Nightmare Collective Brandi Rhodes, con gli altri membri della stable Awesome Kong e Mel ad assistere sulla rampa. Nella puntata di AEW Dark del 28 gennaio 2020, Sadie appare per salvare Shanna da un attacco di Nyla Rose, la quale aveva da poco vinto una contesa contro la stessa in un Tables match e cercava di schiantarla nuovamente su un tavolo, ma la Gibbs blocca il tentativo, ma finisce per subire una Powerbomb da parte di Nyla attraverso un tavolo. Nella puntata di AEW Dynamite del 12 febbraio, Sadie Gibbs è nel backstage dove assiste alla vittoria di Nyla Rose dell'AEW Women's World Championship ai danni di Riho. Il 13 agosto, Sadie Gibbs viene licenziata dalla AEW.

## Titoli e riconoscimenti
- Deutsche Wrestling Allianz
  - DWA Ladies Championship (1, attuale)